# 岡山市立建部中学校
岡山市立建部中学校（おかやましりつ たけべちゅうがっこう）は、岡山県岡山市北区建部町にある公立中学校。ユネスコスクール加盟校。学校の略称は建中（たけちゅう）。

## 概要
岡山市北区の北端部を占める建部町の全域を学区とする中学校である。かつての建部町立建部中学校。
ESD（持続可能な開発のための教育）の一環として、「ネパールに学校をつくろう」をキャッチフレーズにアルミ缶を回収し、収益金をネパールの教育活動支援や地域の福祉施設への車椅子寄贈、被災地支援等につなげる活動をおこなっている。これは、2007年に閉校となった岡山県立福渡高等学校（建部町福渡）から引き継いだ活動である。これに由来する形で、生徒会のマスコットキャラクターは「建中カンタ」とされている。
また、1学期には総合的な学習の時間の「たけべ学習」として、国際・地域交流、世界の音楽と文化、日本の音楽（箏・三味線）、芸術、環境・健康の5コースが設けられている。

## 校訓
「自ら学ぶ」

## 教育目標
「夢と希望をはぐくみ、創造性・社会性・国際性を身につけた心豊かな生徒の育成」

## 校歌
作詞は福島朗、作曲は福島静夫による。歌詞は3番まである。それぞれ「あさひ川　瀬音さだかに　聞くところ」、「霧はれて　紫におう　この里に」、「山めぐり　みどりもえたつ　この沃野」で始まり、1・2番は「我らの中学　その名は建部」、3番は「我らが母校　その名は建部」で終わる。

## 沿革
- 1970年（昭和45年）4月 - 建部町立建部中学校と建部町立福渡中学校を名目統合し、建部町立建部中学校を創設。建部・福渡の2校舎とする[4]。
- 1972年（昭和47年）4月 - 新校舎が完成し、完全統合[4]。
- 2007年（平成19年）1月22日 - 建部町の岡山市への合併に伴い、岡山市立建部中学校と改称[4]。
- 2012年（平成24年）6月 - ユネスコスクール加盟認定を受ける[4]。
- 2013年（平成25年）4月 - 岡山市地域協働学校の指定を受ける[4]。
- 2023年（令和5年）2月 - 日本赤十字社岡山県支部から「金色有功章」を贈呈される。公立学校や中学校が「有功章」を受章することは全国的にも非常に珍しい[6]。

## 校区
岡山市北区建部町の全域。

### 関係する小学校
- 岡山市立竹枝小学校
- 岡山市立建部小学校
- 岡山市立福渡小学校

## アクセス
- 国道53号大田交差点から、西に国道484号大宮橋（旭川）を渡ってすぐ右手（北側）の建部町文化センターの西隣にある。
- JR津山線:福渡駅もしくは建部駅より徒歩で約20分。
  - 両駅の中間付近にある。

## 周辺
- 建部町文化センター - 建部中学校の東隣
- 建部町親水公園
- 八幡温泉郷
- 岡山市環境学習センター「めだかの学校」
- 有限会社 建部ヨーグルト ヨーグルト工房

## 校区が隣接している学校
- 岡山市立御津中学校
- 吉備中央町立加賀中学校
- 美咲町立旭学園
- 美咲町立中央中学校
- 久米南町立久米南中学校
- 赤磐市立吉井中学校